# Radovan Petrović
Radovan Petrović, srbski general, * 14. julij 1908, † ?.

## Življenjepis
Petrović, častnik VKJ, se je leta 1941 pridružil NOVJ in leta 1943 še KPJ. Med vojno je bil poveljnik več enot; nazadnje je bil načelnik Generalštaba NOV in PO Srbije.
Po vojni je bil poveljnik Ljudske policije Srbije, načelnik štaba armade,...